# Myles Patrick
Myles Patrick (nacido el 9 de noviembre de 1954 en Macon, Georgia) es un exjugador de baloncesto estadounidense que jugó una temporada en la NBA, además de hacerlo en la CBA y en la liga italiana. Con 2,03 metros de estatura, lo hacía en la posición de alero.

## Trayectoria deportiva

### Universidad
Jugó durante cuatro temporadas con los Tigers de la Universidad de Auburn, en las que promedió 8,3 puntos y 6,5 rebotes por partido.

### Profesional
Tras no ser elegido en el Draft de la NBA de 1978, jugó una temporada en los Maine Lumberjacks de la CBA, firmando al año siguiente como agente libre con Los Angeles Lakers. Jugó únicamente tres partidos, en los que promedió 1,7 puntos.
Regresó posteriormente a los Lumberjacks, y en 1984 fichó por el U.S. Sangiorgese de la liga italiana, donde jugó una temporada en la que promedió 21,8 puntos y 7,0 rebotes por partido.

## Estadísticas de su carrera en la NBA

### Temporada regular
| Temp.   | Edad | Equipo      | Liga | Pos. | P | TIT | MIN | TC  | TCA | %TC  | 3P  | 3PA | %3P | 2P  | 2PA | %2P  | TL  | TLA | %TL  | R.OF. | R.DEF. | REB | ASIS | ROB | TAP | PER | FP  | PTS |
| 1980-81 | 26   | L.A. Lakers | NBA  | SF   | 3 |     | 3.0 | 0.7 | 1.7 | .400 | 0.0 | 0.0 |     | 0.7 | 1.7 | .400 | 0.3 | 0.7 | .500 | 0.3   | 0.3    | 0.7 | 0.3  | 0.0 | 0.0 | 0.3 | 1.0 | 1.7 |
| Total   |      |             | NBA  |      | 3 |     | 3.0 | 0.7 | 1.7 | .400 | 0.0 | 0.0 |     | 0.7 | 1.7 | .400 | 0.3 | 0.7 | .500 | 0.3   | 0.3    | 0.7 | 0.3  | 0.0 | 0.0 | 0.3 | 1.0 | 1.7 |